# Ignazio Lomeni
 (mars 2024).
 (mars 2024).
Ignazio Lomeni, né à Milan le 20 septembre 1779 et mort à Magenta le 10 novembre 1838, est un agronome italien, connu surtout pour ses travaux sur la sériciculture.

## Biographie
Fils d’un jurisconsulte distingué, il naît à Milan le 20 septembre 1779, il achève ses études à l’école de Pavie, et reçoit, en 1800, le grade de docteur en médecine à l’université de Padoue. Il est nommé peu de temps après médecin ordinaire de l’hôpital civil de sa ville natale. Mais l’affaiblissement de sa santé l'empêche de pratiquer la médecine et il se dirige vers l’agronomie et les sciences qui s’y rattachent.
Agrégé à l’institut des sciences et lettres du royaume de Lombardie-Vénétie et à d’autres corps académiques, Lomeni entretient des relations scientifiques avec les principaux agronomes de l’Europe, lorsqu’il meurt, dans son domaine expérimental de Magenta, d'une longue maladie, le 10 novembre 1838. Le savant, mort sans descendants, laisse pour 200 000 francs de legs destinés au soulagement des malades, à l’instruction du peuple et au progrès de l’agriculture.

## Œuvres
- La politique du médecin dans l’exercice de sa profession, traduit du latin de Alessandro Knips Macoppe, docte professeur de l’université de Padoue au XVIIIe siècle, avec des commentaires du traducteur ; Milan, 1826 ;
- Traité de la fabrication du vin, faisant partie de la Bibliothèque rurale, publiée par le docteur Moretti, Milan, 1829. Ce livre a eu deux éditions.
- L’École du magnanier, Milan, 1832. Ouvrage qui a perpétué en Italie l’essor donné par Dandolo à la production de la soie.
- Mélanges d’agriculture et d’économie rurale et industrielle, riches d’expériences et d’observations nouvelles sur la pathologie du ver à soie, Milan, 1834-1835 ;
- Notions historiques et instructives sur le mûrier des îles Philippines (morus cucullata, B.), Milan, 1837.

Son dernier ouvrage est la traduction italienne de l’Histoire naturelle, agricole et économique du maïs, par Matthieu Bonafous. Enfin, il rédige pendant douze années, sans aucun émolument, les Annales de l’agriculture italienne. Tous ses ouvrages sont en italien.